# 叙尔日
叙尔日（法語：Surgy，法語發音：[syʁʒi]）是法国涅夫勒省的一个市镇，属于克拉姆西区。

## 地理
叙尔日（47°30'33"N, 3°30'54"E）面积16.03 平方千米，位于法国勃艮第-弗朗什-孔泰大區涅夫勒省，该省份为法国中部省份，北至约讷省，西北接卢瓦雷省，西接谢尔省，南至阿列省，东南接索恩-卢瓦尔省，东临科多尔省。
与叙尔日接壤的市镇（或旧市镇、城区）包括：克拉姆西、昂德里、约讷河畔库朗日、库尔松莱卡里耶尔、普索。

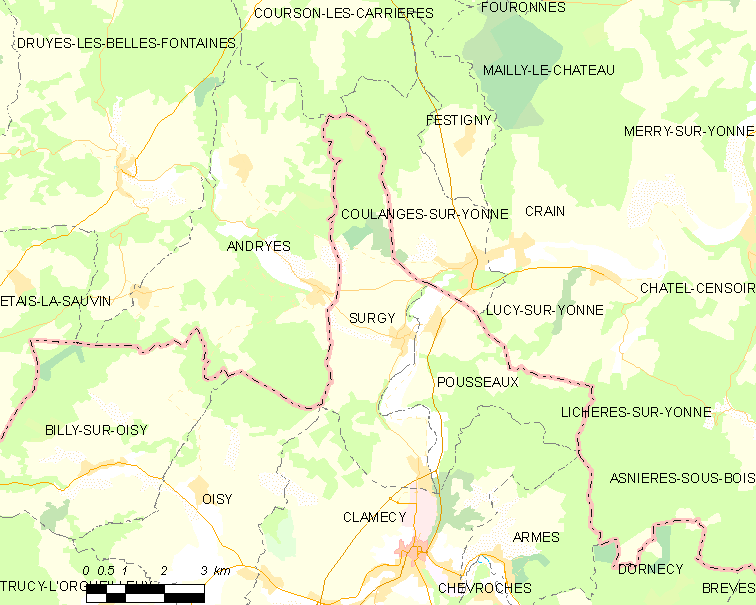
叙尔日的OSM定位图

叙尔日的时区为UTC+01:00、UTC+02:00（夏令时）。

## 行政
叙尔日的邮政编码为58500，INSEE市镇编码为58282。

## 政治
叙尔日所属的省级选区为克拉姆西县。

## 人口

1962-2008年间叙尔日人口变化图示

叙尔日于2022年1月1日时的人口数量为336人。